# Chamberonne
Pour les articles homonymes, voir Chamberonne (homonymie).
La Chamberonne est une rivière du canton de Vaud, en Suisse, et un affluent du Rhône qui a son embouchure au nord du lac Léman.

## Hydronymie
L'étymologie de l'hydronyme Chamberonne est obscure, car faute de formes anciennes, il est impossible de savoir si la forme primitive est *Camberonna ou moins probablement *Comberonna. 
Le second élément -onna (ou unna) est un élément hydronymique indigène, suffixe ou appellatif, ayant servi à former de nombreux noms de rivière en Gaule,.
Le premier élément Chambe- représente peut-être le gaulois cambo- « courbe, méandre » qui a donné le terme dialectal chambon qui désigne « un terrain fertile, la partie concave d'un méandre étant formée d'alluvions riches », cependant en l'absence de formes anciennes le second élément -r-onne s'avère difficile à interpréter. Ce nom de rivière peut se comprendre Cambar-onna. Cambar- se retrouve dans les toponymes Chambérat (Allier), Chambéria (Jura, de Chamberiaco XIVe siècle), Chambéry (Savoie, de Camberiaco 1029), Chambeire (Côte-d'Or, Camberia VIe siècle, etc. presque exclusivement situés dans des régions montagneuses, et auxquels Albert Dauzat attribue une origine anthroponymique, à savoir un nom de personne gaulois Cambarius. 
Henry Suter voit dans l'élément Cambar- de Chamberonne, le latin cambarus « écrevisse », variante par dissimilation de cammarus,. La Chamberonne serait donc « la rivière aux écrevisses ».
Dans l'hypothèse *Comberonna, le mot gaulois comberos signifie « barrage de rivière » pour X. Delamarre, d'où le latin médiéval combrus « abattis d'arbres » et « barrage », ainsi que l'ancien français combre « barrage de rivière » et ses dérivés moderne encombrer, décombres, etc.,. Le sens global serait donc « rivière dotée d'un barrage (remarquable) ».

## Géographie

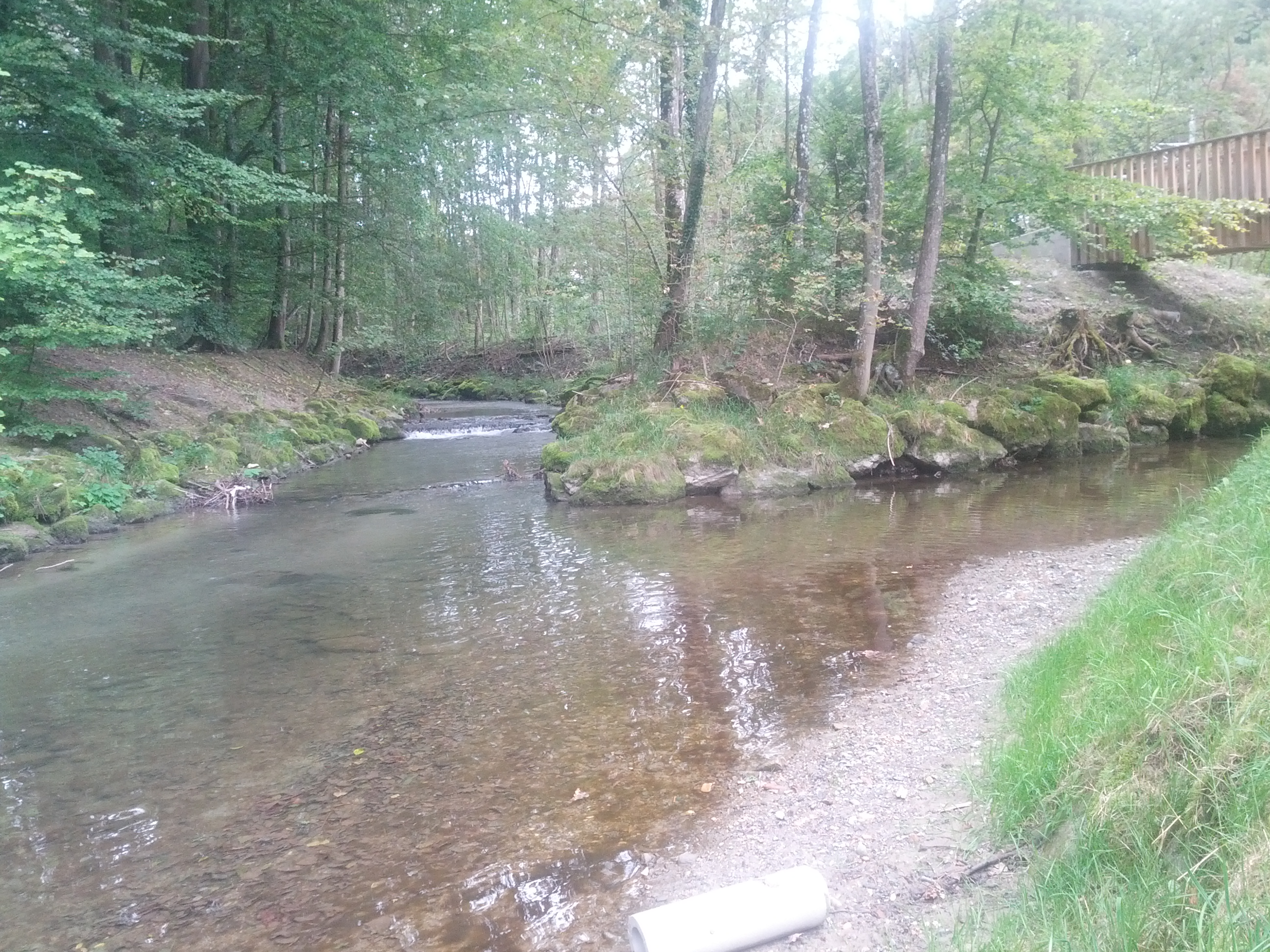
La Sorge arrivant depuis la gauche confluant avec la Mèbre arrivant sur la droite pour reformer la Chamberonne au premier plan.

La rivière prend sa source dans une zone marécageuse du bois d'Orjulaz, sur le territoire de la commune de Boussens. À la sortie de la forêt, la rivière passe dans un canal souterrain jusqu'à la station d'épuration de Boussens d'où elle résurge. Elle forme alors la limite communale entre Cheseaux-sur-Lausanne et Sullens. Puis entre Crissier et Mex puis Villars-Sainte-Croix où elle est rejoint par la Petite Chamberonne et prend le nom de Sorge avant de rentrer totalement dans la commune de Crissier. Cette première partie de la rivière s'étend sur une longueur de 6,15 km. La Chamberonne conflue avec la Petite Chamberonne pour faire surgir la Sorge, puis à Chavannes-près-Renens, renaît de la confluence de deux rivières. C'est la seule rivière du canton de Vaud qui perd son nom au long de son cours pour le retrouver plus en aval. Lorsque la Sorge rejoint la Mèbre au sud de Chavannes-près-Renens, elle reprend le nom de Chamberonne. Le cours d'eau forme alors la frontière entre les communes de Lausanne et de Saint-Sulpice avant de se jeter dans le lac Léman à Dorigny,. Cette seconde partie de la rivière s'étend sur une longueur de 1,3 km,.
Le bassin versant de la Chamberonne est de 38,3 km2.

### Hydrologie
À Chavannes-près-Renens, dans le quartier dit de la Mouline, le débit annuel moyen de la Mèbre est de 0,758 m3/s pour 2011. Sur la période de 1993 à 2011 le débit moyen est de 0,936 m3/s. Le débit de pointe le plus élevé est atteint le 26 juillet 2008 avec plus de 40,7 m3/s, avec ce même jour, un débit moyen de 6,62 m3/s. Le débit minimum moyen journalier lui est atteint le 28 août 1998 avec moins de 0,118 m3/s.

## Faune
La truite Fario est présente dans la Chamberonne. En 2012, l'inspection de la pêche du canton de Vaud en relève la capture de 25 individus.